# Liste der Kulturdenkmale in Leuna
In der Liste der Kulturdenkmale in Leuna sind alle  Kulturdenkmale der Gemeinde Leuna und ihrer Ortsteile aufgelistet. Grundlage ist das Denkmalverzeichnis des Landes Sachsen-Anhalt, das auf Basis des Denkmalschutzgesetzes des Landes Sachsen-Anhalt vom 21. Oktober 1991 durch das Landesamt für Denkmalpflege und Archäologie Sachsen-Anhalt erstellt und seither laufend ergänzt wurde (Stand: 31. Dezember 2022).
Diese Liste ist eine Teilliste der Liste der Kulturdenkmale im Saalekreis.

## Kulturdenkmale nach Ortsteilen

### Friedensdorf, Kötzschau, Kreypau, Luppenau, Nempitz, Wallendorf (Luppe)
| Lage                                                                                                 | Bezeichnung | Beschreibung     | Erfassungs- nummer | Ausweisungsart | Bild           |
| --- | ----------- | ---------------- | ------------------ | -------------- | -------------- |
| aus dem Kreisgebiet Weißenfels kommender und die Fluren der o. g. Orte durchziehender Graben (Karte) | Graben      | Elsterfloßgraben | 094 20920          | Baudenkmal     | Weitere Bilder |

### Leuna
| Lage | Bezeichnung                                       | Beschreibung | Erfassungs- nummer | Ausweisungsart | Bild |
| --- | ------------------------------------------------- | --- | ------------------ | -------------- | --- |
| Waldbad 1 (Karte) | Waldbad Leuna                                     | Gut erhaltenes Beispiel einer Badeanstalt von 1928 nach einem Entwurf von Baurat Kurt Jahn, Komplex mit weitgehend erhaltenen Architekturelementen: u.a. Sprungturm, Restaurantpavillon, Kabinentrakt, Kassenhäuschen, Saalebrücke zum Waldbad | 094 20784          | Baudenkmal     | Waldbad Leuna |
| Am nordöstlichen Ortsrand über die Saale führend (Karte) | Brücke                                            | Zur Überquerung der Saale 1928 auf Betonpfeilern erbaute Eisenfachwerkkonstruktion der Peinewerke, im Zweiten Weltkrieg teilzerstört und mit Altmaterial wiedererrichtet | 094 20935          | Baudenkmal     | Weitere Bilder |
| Westlicher Eingang der Leuna AG, nahe dem Bau 350 (Karte) | Werktor                                           | | 094 20794          | Baudenkmal     | BW |
| Albert-Einstein-Straße, Am Haupttor, An der Bahn, An der Gärtnerei, Asternweg, Bahnhofstraße, Bayernring, Bunsenstraße, Carl-von-Basedow-Straße, Carl-von-Linde-Straße, Clara-Zetkin-Straße, Emil-Fischer-Straße, Erkergasse, Franz-Lehmann-Straße, Friedensstraße, Frühlingsgasse, Gartenweg, Gaußstraße, Goethestraße, Graßhoffstraße, Grüner Weg, Haberstraße, Heimweg, Heinrich-Heine-Straße, Hockergasse, Joliot-Curie-Straße, Kirchgasse, Kirchplatz, Knietzschweg, Kurze Gasse, Leibnizstraße, Liebigstraße, Lilienweg, Merseburger Straße, Nelkenweg, Nordanlage, Pfalzplatz, Preußenstraße, Rabengasse, Rosenstraße, Rudolf-Breitscheid-Straße, Sachsenplatz, Sachsenstraße, Schulstraße, Sonnengasse, Spergauer Straße, Torplatz, Torweg, Tulpenweg, Turmgasse, Uferstraße, Uhlandstraße, Van´t-Hoff-Straße, Walter-Bauer-Straße, Wattstraße, Webergasse, Wernergasse, Wesslinger Straße, Wickenweg, Windmühlenstraße, Wöhlerstraße (Karte) | Siedlung                                          | Gartenstadt Leuna Neu-Rössen, zwischen 1916 und 1929 zeitgleich mit der Errichtung der Leuna-Werke und in deren Auftrag angelegte Gartenstadt, Anlage mit modernem Wohnkomfort und städtebaulich ausgewogener Raumplanung: begrünte Wohnbereiche, Anbindung an Nah- und Fernverkehr; Ein-, Zwei- und Mehrfamilienhäuser soziale Differenzierungen widerspiegelnd in Bezug auf Eingänge, Terrassen, Treppen, Gärten; Architekt: Karl Barth | 094 20780          | Denkmalbereich | Siedlung |
| Am Haupttor 12 (Karte) | Ehem. Leuna-Tankstelle Am Haupttor 12             | Ehemalige Tankstelle aus der Zeit um 1930, Funktionsbau mit modern interpretierten klassizistischen Gestaltungselementen | 094 20774          | Baudenkmal     | Ehem. Leuna-Tankstelle Am Haupttor 12                                                                                            |
| Brückenstraße (Karte) | Kriegerdenkmal Leuna                              | 1937 im monumentalen Stil errichtetes Kriegerdenkmal zum Gedenken an die Gefallenen des Ersten Weltkriegs | 094 20776          | Baudenkmal     | Weitere Bilder |
| Emil-Fischer-Straße (Karte) | Berufsbildende Schulen des Landkreises Saalekreis | Schule | 094 20937          | Baudenkmal     | Berufsbildende Schulen des Landkreises Saalekreis                                                                                |
| Franz-Lehmann-Straße 22 (Karte) | Villa Franz-Lehmann-Straße 22                     | Villa aus dem Jahr 1919, außerordentlich aufwendiger Bau mit doppelläufiger Freitreppe | 094 20627          | Baudenkmal     | Villa Franz-Lehmann-Straße 22 |
| Franz-Lehmann-Straße 24 (Karte) | Villa Franz-Lehmann-Straße 24                     | Repräsentativ gestaltete Villa mit ausgewogener Proportionierung aus der Zeit um 1920, die dekorativen Gestltungselemente dem Rokoko nachempfunden | 094 20626          | Baudenkmal     | Villa Franz-Lehmann-Straße 24 |
| Friedrich-Ebert-Straße 7 (Karte) | Wohn- und Geschäftshaus                           | Ziegel-Putzbau in konventioneller Ausführung mit gelungener expressionistischer Fassadendekoration durch Klinker und Terrakotta, um 1930 | 094 20777          | Baudenkmal     | Wohn- und Geschäftshaus |
| Friedrich-Ebert-Straße 13, 15, 17, 19, 21 (Karte) | Wohnhaus                                          | Langgestreckter Mietshausblock mit ansprechender expressionistischer Fassadengestaltung, um 1930 | 094 20841          | Baudenkmal     | Wohnhaus |
| Friedrich-Ebert-Straße 26 (Karte) | Villa                                             | Wohnhaus des Architekten der Leunaer Gartenstadt Karl Barth nach einem Entwurf von 1920, klassizistisch geprägter Bau in Ecklage, Hauptfassade durch ionische Pilaster gegliedert; Remise, Garten und Einfriedung Bestandteile des Denkmals | 094 20876          | Baudenkmal     | Weitere Bilder |
| Friedrich-Ebert-Straße 43 (Karte) | Wasserwerk                                        | Eine der ersten industriellen Ansiedlungen in Leuna, langgestreckter Backsteinbau mit qualitätvoller Fassadengliederung im Rundbogenstil, um 1890 erbaut | 094 20877          | Baudenkmal     | Wasserwerk |
| Friedrich-Ebert-Straße 63, 65, 65a, 67, 69 Industrietor 1–13 Sattlerstraße 39, 41 (Karte) | Platz                                             | Großzügige städtebauliche Lösung einer Ortserweiterung der 1920er und 1930er Jahre; T-förmiger Kreuzungsbereich mit Wohn- und Geschäftsbauten, gestaffelte Anordnung der Gebäude | 094 20778          | Denkmalbereich | Platz |
| Gartenweg 1 (Karte) | Villa                                             | Stattlicher Bau in markanter Ecklage mit klassizistisch anmutender Fassadengestaltung und entsprechenden Dekorationen, um 1925 | 094 20624          | Baudenkmal     | Villa |
| Gartenweg 2 (Karte) | Villa                                             | In städtebaulich wichtiger Lage stehender Bau, sparsam verwendete Dekorationsformen im Stil des Rokoko, um 1920 | 094 20625          | Baudenkmal     | Villa |
| Hockergasse 3 An Rosenstraße (Karte) | Kirche                                            | katholische Kirche Christkönig, 1929/30 erbaut | 094 20781          | Baudenkmal     | Weitere Bilder |
| Kirchplatz 1 (Karte) | Kirche                                            | Friedenskirche | 094 20779          | Baudenkmal     | Weitere Bilder |
| Kötzschener Straße (Karte) | Stadtfriedhof Leuna                               | Weitläufige parkartige Anlage mit regelmäßigem sternförmigen Wegesystem und schlichter, architektonisch ansprechender Feierhalle, 1921 errichtet | 094 20511          | Baudenkmal     | Weitere Bilder |
| Platz am Haupttor Auf dem Gelände der Leuna AG | Badehaus                                          | Bau 350, Bäderhaus | 094 20790          | Baudenkmal     | |
| Platz am Haupttor Auf dem Gelände der Leuna AG (Karte) | Bunker                                            | | 094 20792          | Baudenkmal     | [[Vorlage:Bilderwunsch/code!/C:51.32271,12.0098!/D:Platz am Haupttor Auf dem Gelände der Leuna AG,!/\|BW]]                       |
| Platz am Haupttor (Karte) | Haupttor der Leunawerke                           | Einfriedung, östlicher Eingangsbereich und Einfriedung der Leuna AG im Stil des Neoklassizismus aus den 1920er Jahren | 094 20793          | Baudenkmal     | Haupttor der Leunawerke |
| Platz am Haupttor Im südlichen Bereich des Werkgeländes der Leuna AG (Karte) | Silo                                              | Bau 140 | 094 20788          | Baudenkmal     | [[Vorlage:Bilderwunsch/code!/C:51.3163,12.00509!/D:Platz am Haupttor Im südlichen Bereich des Werkgeländes der Leuna AG,!/\|BW]] |
| Platz am Haupttor Auf dem Gelände der Leuna AG (Karte) | Verwaltungsgebäude                                | Sogen. Bau 24, 1923 errichtetes Hauptverwaltungsgebäude; langgestreckter Baukörper mit überformter neoklassizistischer Fassadengestaltung | 094 20787          | Baudenkmal     | Verwaltungsgebäude |
| Platz am Haupttor Auf dem Gelände der Leuna AG | Verwaltungsgebäude                                | Bau 200 | 094 20789          | Baudenkmal     | |
| Platz am Haupttor Auf dem südwestlichen Werkgelände der Leuna AG (Karte) | Wasserturm                                        | Bau 5 | 094 20791          | Baudenkmal     | [[Vorlage:Bilderwunsch/code!/C:51.31786,12.00632!/D:Platz am Haupttor Auf dem südwestlichen Werkgelände der Leuna AG,!/\|BW]]    |
| Preußenstraße 1 (Karte) | Villa Schneider                                   | Villa, 2019 als Denkmal ausgewiesen. Für den Generaldirektor der Leuna-Werke Dr. Schneider, um 1920 erbaute Villa, Baukörper mit ungewöhnlicher Grundrisslösung im Stil des Neobarock | 094 77143          | Baudenkmal     | Villa Schneider |
| Rathausstraße 1 (Karte) | Rathaus                                           | | 094 20936          | Baudenkmal     | Rathaus |
| Schulstraße (Karte) | Sekundarschule August Bebel Leuna                 | Großes ab 1918 errichtetes Schulgebäude | 094 20782          | Baudenkmal     | Weitere Bilder |
| Spergauer Straße (Karte) | cCe Kulturhaus Leuna                              | 1927/28 im Stil regionaler Herrschaftshäuser errichtetes Kulturhaus | 094 20785          | Baudenkmal     | Weitere Bilder |
| Uferstraße 9 (Karte) | Villa                                             | Wohnhaus aus der Zeit um 1925, geprägt von Gestaltungsmerkmalen der barocken Herrenhausarchitektur | 094 20807          | Baudenkmal     | Villa |
| Windmühlenstraße (Karte) | Plastik-Park Leuna                                | Park | 094 20786          | Baudenkmal     | Weitere Bilder |
| Windmühlenstraße 3 (Karte) | Villa Windmühlenstraße 3                          | Villa aus der Zeit um 1920 | 094 20685          | Baudenkmal     | Villa Windmühlenstraße 3 |

### Daspig
| Lage                              | Bezeichnung | Beschreibung | Erfassungs- nummer | Ausweisungsart | Bild           |
| --------------------------------- | ----------- | ------------ | ------------------ | -------------- | -------------- |
| Dorfplatz 2, 8, 9, 12, 14 (Karte) | Ortskern    |              | 094 20878          | Denkmalbereich | Ortskern       |
| Wendenstraße (Karte)              | Kirche      |              | 094 20795          | Baudenkmal     | Weitere Bilder |

### Dölkau
| Lage                  | Bezeichnung | Beschreibung     | Erfassungs- nummer | Ausweisungsart | Bild           |
| --------------------- | ----------- | ---------------- | ------------------ | -------------- | -------------- |
| Dorfstraße 23 (Karte) | Rittergut   | Rittergut Dölkau | 094 20540          | Baudenkmal     | Weitere Bilder |

### Friedensdorf
| Lage | Bezeichnung | Beschreibung | Erfassungs- nummer | Ausweisungsart               | Bild           |
| --- | ----------- | --- | ------------------ | ---------------------------- | -------------- |
| aus dem Kreisgebiet Weißenfels kommender und auch die Fluren von Kötzschau, Kreypau und weiteren Orten durchziehender Graben | Kanal       | Kanal Wird als Teilobjekt des Elsterfloßgrabens geführt. | 094 66211 003      | Teilobjekt eines Baudenkmals |                |
| Gebrüder-von-Wedel-Straße (alt: Dorfstraße) platzartige Situation in der Ortsmitte (Karte)                                   | Gedenkstein | Denkmal für die erschossenen Offiziere des Schill'schen Freikorps, unter ihnen Carl und Albert von Wedell aus Kriegsdorf                                      | 094 20496          | Baudenkmal                   | Weitere Bilder |
| Gebrüder-von-Wedel-Straße (alt: Dorfstraße) platzartige Situation in der Ortsmitte (Karte)                                   | Gedenkstein | Kulturhistorisches Zeugnis des preußischen Staates, vermutlich Kriegerdenkmal                                                                                 | 094 20497          | Baudenkmal                   | Gedenkstein    |
| Gebrüder-von-Wedel-Straße (alt: Dorfstraße) (Karte)                                                                          | Kirche      | Im Kern vermutlich gotischer Saalbau mit eingezogenem Westturm und dreiseitigem Ostabschluss, nicht mehr genutzt                                              | 094 20499          | Baudenkmal                   | Weitere Bilder |
| Gebrüder-von-Wedel-Straße (alt: Dorfstraße) 14 (Karte)                                                                       | Rittergut   | Rittergut Kriegsdorf, Reste von Bruchsteinmauern und Wappentafel am stark überformten barocken Verwalterhaus, Fundamente und Keller des Herrenhauses erhalten | 094 20495          | Baudenkmal                   | Weitere Bilder |
| Siedlungsweg (alt: Dorfstraße) Friedhof (Karte)                                                                              | Grabmal     | Erbbegräbnisstätte der Familie Otto aus Kriegsdorf, in ihrer schlichten Monumentalität nach klassischem Vorbild gestaltet, um 1910                            | 094 20498          | Baudenkmal                   | Weitere Bilder |
| Siedlungsweg Friedhof (Karte)                                                                                                | Feierhalle  | Friedhofskapelle | 094 66073          | Baudenkmal                   | Feierhalle     |

### Göhlitzsch
| Lage                                       | Bezeichnung | Beschreibung | Erfassungs- nummer | Ausweisungsart | Bild           |
| ------------------------------------------ | ----------- | ------------ | ------------------ | -------------- | -------------- |
| Göhlitzsch (Karte)                         | Bauernstein |              | 094 20796          | Kleindenkmal   | Bauernstein    |
| Göhlitzsch 10 (Karte)                      | Toranlage   |              | 094 20799          | Baudenkmal     | BW             |
| Göhlitzsch 3, 5 bis 11, 13, 15, 17 (Karte) | Ortskern    |              | 094 20798          | Denkmalbereich | Ortskern       |
| Kreypauer Straße (Karte)                   | Kirche      | St. Annen    | 094 20797          | Baudenkmal     | Weitere Bilder |

### Göhren
| Lage                                         | Bezeichnung  | Beschreibung                  | Erfassungs- nummer | Ausweisungsart | Bild         |
| -------------------------------------------- | ------------ | ----------------------------- | ------------------ | -------------- | ------------ |
| Dorfstraße Vor dem Haus Dorfstraße 1 (Karte) | Distanzstein | Kursächsische Postmeilensäule | 094 20535          | Baudenkmal     | Distanzstein |
| Dorfstraße 14 (Karte)                        | Schäferei    |                               | 094 20541          | Baudenkmal     | BW           |
| Dorfstraße 16 (Karte)                        | Gasthaus     |                               | 094 20542          | Baudenkmal     | BW           |

### Günthersdorf
| Lage                                                                                   | Bezeichnung | Beschreibung | Erfassungs- nummer | Ausweisungsart | Bild |
| -------------------------------------------------------------------------------------- | ----------- | ------------ | ------------------ | -------------- | --- |
| Merseburger Straße 17 Hauptstraße, Straßenkreuzung (Karte)                             | Schmiede    |              | 094 65559          | Baudenkmal     | [[Vorlage:Bilderwunsch/code!/C:51.34692,12.17251!/D:Merseburger Straße 17 Hauptstraße, Straßenkreuzung,!/\|BW]] |
| Roddener Straße Von der Roddener Straße in östlicher Richtung sich erstreckend (Karte) | Teich       |              | 094 20099          | Baudenkmal     | Weitere Bilder                                                                                                  |
| Schäferei                                                                              | Gutshaus    |              | 094 20101          | Baudenkmal     | |
| Schäferei (Karte)                                                                      | Schäferei   |              | 094 20754          | Baudenkmal     | BW |

### Horburg
| Lage                   | Bezeichnung        | Beschreibung | Erfassungs- nummer | Ausweisungsart | Bild           |
| ---------------------- | ------------------ | ------------ | ------------------ | -------------- | -------------- |
| Hauptstraße (Karte)    | Kirche             | St. Maria    | 094 20001          | Baudenkmal     | Weitere Bilder |
| Hauptstraße 1 (Karte)  | Mühlenhof          |              | 094 20011          | Baudenkmal     | BW             |
| Hauptstraße 5 (Karte)  | Wirtschaftsgebäude |              | 094 20005          | Baudenkmal     | BW             |
| Hauptstraße 9 (Karte)  | Wirtschaftsgebäude |              | 094 20004          | Baudenkmal     | BW             |
| Hauptstraße 10 (Karte) | Gasthof            | Ratskeller   | 094 20002          | Baudenkmal     | Weitere Bilder |
| Hauptstraße 11         | Bauernhaus         |              | 094 20009          | Baudenkmal     |                |
| Hauptstraße 27 (Karte) | Pfarrhof           |              | 094 20003          | Baudenkmal     | BW             |

### Kreypau
| Lage | Bezeichnung        | Beschreibung | Erfassungs- nummer | Ausweisungsart               | Bild |
| --- | ------------------ | --- | ------------------ | ---------------------------- | --- |
| aus dem Kreisgebiet Weißenfels kommender und auch die Fluren von Friedensdorf, Kötzschau und weiteren Orten durchziehender Graben      | Kanal              | Kanal Wird als Teilobjekt des Elsterfloßgrabens geführt.                                                                                     | 094 66211 003      | Teilobjekt eines Baudenkmals | |
| Alte Dorfstraße (alt: Dorfstraße) (Karte)                                                                                              | Dorfkirche Kreypau | Kirche | 094 20506          | Baudenkmal                   | Weitere Bilder |
| Kreypauer Landstraße Am nördlichen Ortsrand, östliche Straßenseite auf Höhe der Kreuzung Lindenstraße / Wüsteneutzscher Straße (Karte) | Wegweiser          | Wegweiser, am 22. Januar 2015 als Denkmal ausgewiesen                                                                                        | 094 77119          | Kleindenkmal                 | [[Vorlage:Bilderwunsch/code!/C:51.3293,12.04553!/D:Kreypauer Landstraße Am nördlichen Ortsrand, östliche Straßenseite auf Höhe der Kreuzung Lindenstraße / Wüsteneutzscher Straße,!/\|BW]] |
| Lindenstraße (alt: Dorfstraße) Im Zentrum des Ortes an einer Kreuzung (Karte)                                                          | Bauernstein        | Bauernstein Als Gerichtsstätte wichtiges kulturhistorisches Zeugnis, 1816 als Denkmal für die Befreiungskriege umgewidmet und neugeweiht     | 094 20505          | Kleindenkmal                 | Weitere Bilder |
| Lindenstraße 7 (alt: Dorfstraße 16) (Karte)                                                                                            | Wohnhaus           | Stattliches Wohnhaus mit reich gegliederter Fassade im spätklassizistischen Stil, 2. Hälfte des 19. Jahrhunderts                             | 094 20501          | Baudenkmal                   | Wohnhaus |
| Lindenstraße 12 (alt: Dorfstraße 20) (Karte)                                                                                           | Bauernhaus         | Breitgelagertes Wohnhaus mit reich gegliederter Fassade mit Anklängen an Barock und Klassizismus, 2. Hälfte des 19. Jahrhunderts             | 094 20502          | Baudenkmal                   | Bauernhaus |
| Lindenstraße (alt: Dorfstraße 36) | Wohnhaus           | Stattliches, regionaltypisches Wohnhaus aus der Zeit um 1750, giebelständiger Bruchsteinbau mit Sandsteingewänden, altes Pfarrhaus des Ortes | 094 20503          | Baudenkmal                   | |

### Kröllwitz
| Lage                           | Bezeichnung  | Beschreibung | Erfassungs- nummer | Ausweisungsart | Bild           |
| ------------------------------ | ------------ | ------------ | ------------------ | -------------- | -------------- |
| Oststraße (Karte)              | Kirche       |              | 094 20801          | Baudenkmal     | Weitere Bilder |
| Weg der Märzgefallenen (Karte) | Gedenkstätte |              | 094 20800          | Baudenkmal     | Gedenkstätte   |

### Kötschlitz
| Lage                                                                                | Bezeichnung  | Beschreibung | Erfassungs- nummer | Ausweisungsart | Bild |
| ----------------------------------------------------------------------------------- | ------------ | ------------ | ------------------ | -------------- | --- |
| Am Rittergut (alt: Dorfstraße) Fl. 2, Flst. 113/2 3 (Karte)                         | Toranlage    |              | 094 20092          | Baudenkmal     | Toranlage |
| Am Rittergut 21 Obere Dorfstraße 4 Fl. 2, Flst. 110/1, 112/1, 113/1 und 228 (Karte) | Häusergruppe |              | 094 77113          | Denkmalbereich | [[Vorlage:Bilderwunsch/code!/C:51.35521,12.17108!/D:Am Rittergut 21 Obere Dorfstraße 4 Fl. 2, Flst. 110/1, 112/1, 113/1 und 228,!/\|BW]] |
| Obere Dorfstraße 4 (Karte)                                                          | Kapelle      | St. Annen    | 094 20091          | Baudenkmal     | Weitere Bilder |

### Kötzschau
| Lage | Bezeichnung    | Beschreibung                                             | Erfassungs- nummer | Ausweisungsart               | Bild |
| --- | -------------- | -------------------------------------------------------- | ------------------ | ---------------------------- | --- |
| aus dem Kreisgebiet Weißenfels kommender und auch die Fluren von Friedensdorf, Kreypau und weiteren Orten durchziehender Graben | Kanal          | Kanal Wird als Teilobjekt des Elsterfloßgrabens geführt. | 094 66211 003      | Teilobjekt eines Baudenkmals | |
| An der Nordostecke des Sportplatzes (Karte)                                                                                     | Gedenkstein    |                                                          | 094 20764          | Baudenkmal                   | BW |
| Bahnhofstraße 11 (Karte) | Mühle          |                                                          | 094 20394          | Baudenkmal                   | Mühle |
| Bahnhofstraße 33 (Karte) | Villa          |                                                          | 094 20405          | Baudenkmal                   | BW |
| Bauernstraße 17, 18, 20, 22, 24, 26, 28, 30, 32, 34, 35 Ehemaliger Ortsteil Schladebach (Karte)                                 | Straßenzeile   |                                                          | 094 20758          | Denkmalbereich               | [[Vorlage:Bilderwunsch/code!/C:51.31893,12.114!/D:Bauernstraße 17, 18, 20, 22, 24, 26, 28, 30, 32, 34, 35 Ehemaliger Ortsteil Schladebach,!/\|BW]] |
| Bauernstraße Schladebach 13 (alt 26) Ehemaliger Ortsteil Schladebach (Karte)                                                    | Bauernhof      |                                                          | 094 20759          | Baudenkmal                   | [[Vorlage:Bilderwunsch/code!/C:51.31882,12.11443!/D:Bauernstraße Schladebach 13 (alt 26) Ehemaliger Ortsteil Schladebach,!/\|BW]]                  |
| Dorfstraße Ehemaliger Ortsteil Thalschütz (Karte)                                                                               | Kirche         |                                                          | 094 20769          | Baudenkmal                   | Weitere Bilder |
| Dorfstraße 7 | Bauernhof      |                                                          | 094 20767          | Baudenkmal                   | |
| Dorfstraße 11 | Bauernhof      |                                                          | 094 20768          | Baudenkmal                   | |
| Dorfstraße 13 | Bauernhaus     |                                                          | 094 20414          | Baudenkmal                   | |
| Dorfstraße 17 | Bauernhof      |                                                          | 094 20770          | Baudenkmal                   | |
| Karl-Marx-Straße (früher Leipziger Straße) 1 (Karte)                                                                            | Gutshaus       | Frühmessnergut                                           | 094 20406          | Baudenkmal                   | [[Vorlage:Bilderwunsch/code!/C:51.312032,12.132275!/D:Karl-Marx-Straße (früher Leipziger Straße) 1,!/\|BW]]                                        |
| Karl-Marx-Straße (früher Leipziger Straße) 7, 8 (Karte)                                                                         | Häusergruppe   |                                                          | 094 20407          | Denkmalbereich               | [[Vorlage:Bilderwunsch/code!/C:51.31155,12.13291!/D:Karl-Marx-Straße (früher Leipziger Straße) 7, 8,!/\|BW]]                                       |
| Kirchstraße 19 (Karte) | Gasthof        | Gasthof, am 10. Juni 2016 als Denkmal ausgewiesen        | 094 77124          | Baudenkmal                   | BW |
| Leipziger Straße (Karte) | Kirche         |                                                          | 094 20409          | Baudenkmal                   | Weitere Bilder |
| Leipziger Straße 11 (Karte) | Pfarrhof       |                                                          | 094 20408          | Baudenkmal                   | BW |
| Merseburger Straße 87 | Tagelöhnerhaus |                                                          | 094 20760          | Baudenkmal                   | |
| Rudolf-Breitscheid-Straße 9 | Bauernhof      |                                                          | 094 20773          | Baudenkmal                   | |
| Schenkhof 19 (Karte) | Wohnhaus       |                                                          | 094 20093          | Baudenkmal                   | BW |
| Schulplatz Ehemaliger Ortsteil Schladebach (Karte)                                                                              | Kirche         |                                                          | 094 20765          | Baudenkmal                   | Weitere Bilder |
| Schulplatz Auf dem Kirchhof (Karte)                                                                                             | Kriegerdenkmal |                                                          | 094 20766          | Baudenkmal                   | Kriegerdenkmal |
| Witzschersdorfer Weg Auf dem kommunalen Friedhof (Karte)                                                                        | Gedenkstein    |                                                          | 094 20763          | Baudenkmal                   | [[Vorlage:Bilderwunsch/code!/C:51.32047,12.12007!/D:Witzschersdorfer Weg Auf dem kommunalen Friedhof,!/\|BW]]                                      |
| Witzschersdorfer Weg Auf dem kommunalen Friedhof (Karte)                                                                        | Grabmal        | Ruhestätte Nille                                         | 094 20762          | Baudenkmal                   | [[Vorlage:Bilderwunsch/code!/C:51.32092,12.12005!/D:Witzschersdorfer Weg Auf dem kommunalen Friedhof,!/\|BW]]                                      |
| Witzschersdorfer Weg 102 Ehemaliger Ortsteil Schladebach (Karte)                                                                | Wohnhaus       |                                                          | 094 20761          | Baudenkmal                   | [[Vorlage:Bilderwunsch/code!/C:51.31957,12.1188!/D:Witzschersdorfer Weg 102 Ehemaliger Ortsteil Schladebach,!/\|BW]]                               |

### Maßlau
| Lage                                         | Bezeichnung | Beschreibung | Erfassungs- nummer | Ausweisungsart | Bild |
| -------------------------------------------- | ----------- | ------------ | ------------------ | -------------- | ---- |
| Am Hain (alt Dorfstraße 6) (Karte)           | Bauernhaus  |              | 094 20013          | Baudenkmal     | BW   |
| Zu den Teichen 14 (alt Dorfstraße 8) (Karte) | Bauernhof   |              | 094 20014          | Baudenkmal     | BW   |
| Zu den Teichen 8 (alt Dorfstraße 10) (Karte) | Scheune     |              | 094 20015          | Baudenkmal     | BW   |

### Möritzsch
| Lage                                                  | Bezeichnung    | Beschreibung                                             | Erfassungs- nummer | Ausweisungsart | Bild           |
| ----------------------------------------------------- | -------------- | -------------------------------------------------------- | ------------------ | -------------- | -------------- |
| Über Saale-Leipzig-Kanal (Saale-Elster-Kanal) (Karte) | Brücke         |                                                          | 094 77102          | Baudenkmal     | Weitere Bilder |
| Dorfstraße 1 (Karte)                                  | Bauernhof      |                                                          | 094 20096          | Baudenkmal     | BW             |
| Möritzsch (Karte)                                     | Kriegerdenkmal | Kriegerdenkmal, am 10. Juni 2016 als Denkmal ausgewiesen |                    | Baudenkmal     | BW             |

### Ockendorf
| Lage                   | Bezeichnung | Beschreibung | Erfassungs- nummer | Ausweisungsart | Bild           |
| ---------------------- | ----------- | ------------ | ------------------ | -------------- | -------------- |
| Bauernstraße 9 (Karte) | Toranlage   |              | 094 20802          | Baudenkmal     | BW             |
| Lindenplatz (Karte)    | Kirche      | Gnadenkirche | 094 20803          | Baudenkmal     | Weitere Bilder |

### Rodden
| Lage                                  | Bezeichnung    | Beschreibung                                             | Erfassungs- nummer | Ausweisungsart | Bild                                                                                      |
| ------------------------------------- | -------------- | -------------------------------------------------------- | ------------------ | -------------- | ----------------------------------------------------------------------------------------- |
| Dorfstraße Ehemals Pissen (Karte)     | Kirche         |                                                          | 094 20700          | Baudenkmal     | Weitere Bilder                                                                            |
| Dorfstraße 1 Ortslage Pissen (Karte)  | Toranlage      |                                                          | 094 20699          | Baudenkmal     | [[Vorlage:Bilderwunsch/code!/C:51.32467,12.15247!/D:Dorfstraße 1 Ortslage Pissen,!/\|BW]] |
| Dorfstraße 2 Ortslage Pissen (Karte)  | Pfarrhof       |                                                          | 094 20698          | Baudenkmal     | Weitere Bilder                                                                            |
| Dorfstraße 10 Ortslage Pissen (Karte) | Bauernhof      |                                                          | 094 20697          | Baudenkmal     | [[Vorlage:Bilderwunsch/code!/C:51.32437,12.1511!/D:Dorfstraße 10 Ortslage Pissen,!/\|BW]] |
| Dorfstraße 11                         | Bauernhaus     |                                                          | 094 20696          | Baudenkmal     |                                                                                           |
| Rodden (Karte)                        | Kriegerdenkmal | Kriegerdenkmal, am 10. Juni 2016 als Denkmal ausgewiesen |                    | Kleindenkmal   | BW                                                                                        |

### Rössen
| Lage                                                    | Bezeichnung          | Beschreibung                                                                                   | Erfassungs- nummer | Ausweisungsart | Bild           |
| ------------------------------------------------------- | -------------------- | ---------------------------------------------------------------------------------------------- | ------------------ | -------------- | -------------- |
| Rössen (Karte)                                          | Sankt-Nikolai-Kirche | im Hochmittelalter entstandene Kirche mit Ostturm, heute als baulich gesicherte Ruine erhalten | 094 20806          | Baudenkmal     | Weitere Bilder |
| Rössen 1 bis 7, 7a, 8, 9, 9a, 10 bis 12, 14, 16 (Karte) | Ortskern             |                                                                                                | 094 20804          | Denkmalbereich | BW             |
| Rössen 9a (Karte)                                       | Bauernhaus           |                                                                                                | 094 20805          | Baudenkmal     | BW             |

### Spergau
| Lage                                                            | Bezeichnung        | Beschreibung                                                           | Erfassungs- nummer | Ausweisungsart | Bild |
| --------------------------------------------------------------- | ------------------ | ---------------------------------------------------------------------- | ------------------ | -------------- | --- |
| Westlich des Ortes, an der B 91 (Karte)                         | Distanzstein       | Distanzstein                                                           | 094 20695          | Baudenkmal     | BW |
| An der Kirche (Karte)                                           | Dorfkirche Spergau | Kirche evangelische Kirche mit spätgotischem Chor aus der Zeit um 1500 | 094 20690          | Baudenkmal     | Weitere Bilder |
| Kröllwitzer Straße, umgesetzt von Franklebener Straße (Karte)   | Mühle              | Mühle                                                                  | 094 20693          | Baudenkmal     | Weitere Bilder |
| Friedhofstraße Nördlich des Hauptweges auf dem Friedhof (Karte) | Gedenkstätte       | Gedenkstätte                                                           | 094 20694          | Baudenkmal     | [[Vorlage:Bilderwunsch/code!/C:51.29252,12.01962!/D:Friedhofstraße Nördlich des Hauptweges auf dem Friedhof,!/\|BW]] |
| Korbethaer Straße 5 (Karte)                                     | Scheune            | Scheune                                                                | 094 20692          | Baudenkmal     | BW |
| Winkelgasse 1 bis 12, 14, 15, 17, 19, 21, 23 (Karte)            | Siedlung           | Siedlung                                                               | 094 20691          | Denkmalbereich | BW |

### Witzschersdorf
| Lage                                                        | Bezeichnung    | Beschreibung                                             | Erfassungs- nummer | Ausweisungsart | Bild |
| ----------------------------------------------------------- | -------------- | -------------------------------------------------------- | ------------------ | -------------- | --- |
| (Karte)                                                     | Kriegerdenkmal | Kriegerdenkmal, am 10. Juni 2016 als Denkmal ausgewiesen | 094 77125          | Kleindenkmal   | Kriegerdenkmal                                                                                                   |
| Dorfstraße Neben dem Eingang zum ehemaligen Gutshof (Karte) | Scheune        | Rittergut                                                | 094 20772          | Baudenkmal     | [[Vorlage:Bilderwunsch/code!/C:51.31919,12.13237!/D:Dorfstraße Neben dem Eingang zum ehemaligen Gutshof,!/\|BW]] |
| Dorfstraße 28 (Karte)                                       | Schule         |                                                          | 094 20771          | Baudenkmal     | Schule |

### Wölkau
| Lage                                                                 | Bezeichnung    | Beschreibung      | Erfassungs- nummer | Ausweisungsart | Bild |
| -------------------------------------------------------------------- | -------------- | ----------------- | ------------------ | -------------- | --- |
| Saalestraße (alt: Dorfstraße) (Karte)                                | Kirche         | Dorfkirche Wölkau | 094 20509          | Baudenkmal     | Weitere Bilder |
| Saalestraße (alt: Dorfstraße) 2 In der Toranlage eingemauert (Karte) | Inschriftstein |                   | 094 20508          | Baudenkmal     | [[Vorlage:Bilderwunsch/code!/C:51.31513,12.05935!/D:Saalestraße (alt: Dorfstraße) 2 In der Toranlage eingemauert,!/\|BW]] |
| Saalestraße (alt: Dorfstraße) 9 (Karte)                              | Bauernhof      |                   | 094 20900          | Baudenkmal     | BW |

### Wüsteneutzsch
| Lage                                               | Bezeichnung    | Beschreibung                                             | Erfassungs- nummer | Ausweisungsart | Bild           |
| -------------------------------------------------- | -------------- | -------------------------------------------------------- | ------------------ | -------------- | -------------- |
| Dorfstraße Nahe dem nördlichen Dorfeingang (Karte) | Schleuse       |                                                          | 094 20516          | Baudenkmal     | Weitere Bilder |
| Dorfstraße 3 (Karte)                               | Bauernhof      |                                                          | 094 20510          | Baudenkmal     | BW             |
| Dorfstraße 5 (Karte)                               | Taubenturm     |                                                          | 094 20515          | Baudenkmal     | BW             |
| Wüsteneutzsch (Karte)                              | Kriegerdenkmal | Kriegerdenkmal, am 10. Juni 2016 als Denkmal ausgewiesen |                    | Kleindenkmal   | Kriegerdenkmal |

### Zscherneddel
| Lage                     | Bezeichnung | Beschreibung | Erfassungs- nummer | Ausweisungsart | Bild  |
| ------------------------ | ----------- | ------------ | ------------------ | -------------- | ----- |
| An der Windmühle (Karte) | Mühle       |              | 094 20483          | Baudenkmal     | Mühle |

### Zschöchergen
| Lage                       | Bezeichnung  | Beschreibung | Erfassungs- nummer | Ausweisungsart | Bild         |
| -------------------------- | ------------ | ------------ | ------------------ | -------------- | ------------ |
| Dorfstraße 3, 5, 6 (Karte) | Häusergruppe |              | 094 20500          | Denkmalbereich | Häusergruppe |

### Zweimen
| Lage                  | Bezeichnung | Beschreibung | Erfassungs- nummer | Ausweisungsart | Bild           |
| --------------------- | ----------- | --- | ------------------ | -------------- | -------------- |
| Dorfstraße (Karte)    | Kirche      | St. Barbara | 094 20538          | Baudenkmal     | Weitere Bilder |
| Dorfstraße 10 (Karte) | Pfarrhof    | Stattlicher Pfarrhof mit einem Pfarrhaus aus der 1. Hälfte des 18. Jahrhunderts                                                                           | 094 20536          | Baudenkmal     | Pfarrhof       |
| Dorfstraße 23 (Karte) | Toranlage   | Für den Ort ungewöhnlich repräsentative und handwerklich bemerkenswerte Toranlage, um 1800                                                                | 094 20537          | Baudenkmal     | Toranlage      |
| Dorfstraße 24 (Karte) | Bauernhaus  | | 094 20543          | Baudenkmal     | BW             |
| Dorfstraße 28 (Karte) | Gasthof     | Am Ortseingang in straßenbildbestimmender Lage stehender Gasthof, wohl überwiegend aus dem 18. Jh., markanter Saalanbau aus der ersten Hälfte des 19. Jh. | 094 20544          | Baudenkmal     | Gasthof        |

### Zöschen
| Lage                                                                                       | Bezeichnung                                                 | Beschreibung | Erfassungs- nummer | Ausweisungsart               | Bild |
| ------------------------------------------------------------------------------------------ | ----------------------------------------------------------- | --- | ------------------ | ---------------------------- | --- |
| Nördlich von Zöschen am Weg nach Weßmar, am nördlichen Flutgraben (Karte)                  | Gedenkstätte                                                | Mahn- und Gedenkstätte für etwa 500 in Zöschen verstorbene Häftlinge, die als Zwangsarbeiter in den Leuna-Werken gearbeitet haben | 094 20491          | Baudenkmal                   | Weitere Bilder |
| Altes Dorf 25 (Karte)                                                                      | Tagelöhnerhaus                                              | | 094 20479          | Baudenkmal                   | BW |
| Altes Dorf 29 (Karte)                                                                      | Bauernhof                                                   | | 094 20480          | Baudenkmal                   | BW |
| Altes Dorf 40 (Karte)                                                                      | Bauernhof                                                   | | 094 20481          | Baudenkmal                   | BW |
| Am Bahnhof 156a (Karte)                                                                    | Bahnhof                                                     | Baukünstlerisch bemerkenswertes Bahnhofsgebäude aus der Zeit um 1930 mit expressionistischer Fassadengestaltung | 094 20482          | Baudenkmal                   | Bahnhof |
| Am Schachtteich, Friedhof (Karte)                                                          | Kriegerdenkmal für die Gefallenen des 1. und 2. Weltkrieges | Kriegerdenkmal, am 10. Juni 2016 als Denkmal ausgewiesen Ursprünglich für die Gefallenen des 1. Weltkrieges 1923 geschaffenes Denkmal                                                                                                   | 094 77127          | Kleindenkmal                 | Weitere Bilder |
| Am Schachtteich, Friedhof (Karte)                                                          | Grabmal                                                     | Grabmal, am 10. Juni 2016 als Denkmal ausgewiesen Erbbegräbnis der Familie Dieck, angelegt 1834 von Lorenz Dieck aus Anlass der Ermordung seiner Tochter Louise                                                                         | 094 77126          | Kleindenkmal                 | Weitere Bilder |
| Dorfplatz 16 (Karte)                                                                       | Bauernhof                                                   | Dreiseitig geschlossene Hofanlage, Wohnhaus mit einer auf den Dorfanger ausgerichteten repräsentativen, klassizistisch geprägten Fassade, 2. Hälfte des 18. Jh.                                                                         | 094 20486          | Baudenkmal                   | Bauernhof |
| Dorfplatz 21 (Karte)                                                                       | Rathaus                                                     | Repräsentativer Rathausbau von 1823 mit klassizistischer Fassadengliederung, Krüppelwalmdach mit Dachreiter und Wetterfahne | 094 20487          | Baudenkmal                   | Rathaus |
| Dr.-Dieck-Straße 25 (alt: Neumarkt 63) (Karte)                                             | Gutshof                                                     | Rittergut Unterhof und Dieck'sche Villa, für ländliche Verhältnisse Villa von außergewöhnlichem Anspruch im Stil der italienischen Renaissance, Reste eines von Georg Dieck 1880 gestalteten Landschaftsparks (Brandenstein-Dieck-Park) | 094 20489          | Baudenkmal                   | Weitere Bilder |
| Koordinaten fehlen! Hilf mit.                                                              | Park                                                        | Park | 094 20489 001      | Teilobjekt eines Baudenkmals | |
| Feldgasse 8 (Karte)                                                                        | Bauernhof                                                   | Bauernhof | 094 20488          | Baudenkmal                   | BW |
| Leipziger Straße In der Tiefe des Grundstücks zwischen Leipziger Straße 80 und 80a (Karte) | Kapelle                                                     | | 094 20402          | Baudenkmal                   | [[Vorlage:Bilderwunsch/code!/C:51.3573,12.11754!/D:Leipziger Straße In der Tiefe des Grundstücks zwischen Leipziger Straße 80 und 80a,!/\|BW]] |
| Oberhof 24 (Karte)                                                                         | Gutshof                                                     | Oberhof, Brandensteinscher Hof, historischer Adelssitz, bis ins 19. Jahrhundert im Besitz der Familie Brandenstein, Wohnhaus aus der 1. Hälfte des 18. Jh. mit Mansardwalmdach                                                          | 094 20490          | Baudenkmal                   | Gutshof |
| Zöschener Dorfstraße 6, 50 bis 54 (Karte)                                                  | Anger                                                       | Rechteckiger Dorfanger mit nahezu vollständig erhaltener rahmender Bebauung, auf dem Anger Kriegsdenkmal für die Kriege 1864, 1866 und 1870/71                                                                                          | 094 20485          | Denkmalbereich               | Anger |
| Zöschener Dorfstraße 22A (Karte)                                                           | St. Wenzel                                                  | Kirche | 094 20492          | Baudenkmal                   | Weitere Bilder |
| Zöschener Dorfstraße 28 und 30 (alt: An-der-BHG-Straße 46) (Karte)                         | Mühlenhof                                                   | Großzügig angelegter, vierseitig geschlossener Mühlenhof, 1431 erstmals urkundlich erwähnt | 094 20484          | Baudenkmal                   | Weitere Bilder |
| Zöschener Dorfstraße 78                                                                    | Bauernhaus                                                  | | 094 20403          | Baudenkmal                   | |

## Ehemalige Kulturdenkmale nach Ortsteilen
Die nachfolgenden Objekte waren ursprünglich ebenfalls denkmalgeschützt oder wurden in der Literatur als Kulturdenkmale geführt. Die Denkmale bestehen heute jedoch nicht mehr, ihre Unterschutzstellung wurde aufgehoben oder sie werden nicht mehr als Denkmale betrachtet.

### Dölkau
| Lage         | Bezeichnung | Beschreibung | Erfassungs- nummer | Ausweisungsart | Bild |
| ------------ | ----------- | --- | ------------------ | -------------- | ---- |
| Dorfstraße 9 | Bauernhof   | Im Jahr 2018 wurde die Denkmaleigenschaft wegen Verfalls, Abbruchs aus bauordnungsrechtlichen Gründen oder ungenehmigter Veränderungen aberkannt. | 094 20539          | Baudenkmal     |      |

### Günthersdorf
| Lage                              | Bezeichnung    | Beschreibung  | Erfassungs- nummer | Ausweisungsart | Bild |
| --------------------------------- | -------------- | ------------- | ------------------ | -------------- | ---- |
| Bauernwinkel 56                   | Tagelöhnerhaus |               | 094 20098          |                |      |
| Merseburger Straße 14, 15         | Gasthof        | Schwarzer Bär | 094 20097          |                |      |
| Merseburger Straße 14, 15, 17, 19 | Häusergruppe   |               | 094 20100          |                |      |

### Horburg
| Lage           | Bezeichnung        | Beschreibung | Erfassungs- nummer | Ausweisungsart | Bild |
| -------------- | ------------------ | ------------ | ------------------ | -------------- | ---- |
| Hauptstraße 4  | Wirtschaftsgebäude |              | 094 20007          |                |      |
| Hauptstraße 7  | Bauernhaus         |              | 094 20006          |                |      |
| Hauptstraße 24 | Bauernhaus         |              | 094 20010          |                |      |
| Hauptstraße 30 | Bauernhof          |              | 094 20008          |                |      |

### Kötschlitz
| Lage                                                                                            | Bezeichnung | Beschreibung | Erfassungs- nummer | Ausweisungsart | Bild |
| ----------------------------------------------------------------------------------------------- | ----------- | --- | ------------------ | -------------- | ---- |
| Obere Dorfstraße 3a (ehemals Dorfstraße 3a) Letztes Haus in der Straße, westlich neben Nummer 4 | Wohnhaus    | schlichtes Lehm-Fachwerkhaus aus der Zeit um 1800, wurde zu einem unbekannten Zeitpunkt abgerissen, im Jahr 2017 aus dem Denkmalverzeichnis gelöscht | 094 20090          | Baudenkmal     |      |

### Kreypau
| Lage                                                       | Bezeichnung | Beschreibung | Erfassungs- nummer | Ausweisungsart | Bild |
| ---------------------------------------------------------- | ----------- | ------------ | ------------------ | -------------- | ---- |
| Merseburger Straße 45 am südöstlichen Ortsrand von Kreypau | Mühle       |              | 094 20504          |                |      |

### Leuna
| Lage                | Bezeichnung   | Beschreibung                                                    | Erfassungs- nummer | Ausweisungsart | Bild           |
| ------------------- | ------------- | --------------------------------------------------------------- | ------------------ | -------------- | -------------- |
| An der Bahn (Karte) | Bahnhof Leuna | Bahnhof 2022 nach Abriss aus dem Denkmalverzeichnis gestrichen. | 094 20775          | Baudenkmal     | Weitere Bilder |

### Maßlau
| Lage         | Bezeichnung | Beschreibung | Erfassungs- nummer | Ausweisungsart | Bild |
| ------------ | ----------- | ------------ | ------------------ | -------------- | ---- |
| Dorfstraße 4 | Bauernhof   |              | 094 20012          |                |      |

### Möritzsch
| Lage          | Bezeichnung | Beschreibung | Erfassungs- nummer | Ausweisungsart | Bild |
| ------------- | ----------- | ------------ | ------------------ | -------------- | ---- |
| Dorfstraße 1  | Bauernhaus  |              | 094 20095          |                |      |
| Dorfstraße 12 | Bauernhaus  |              | 094 20466          |                |      |

### Zöschen
| Lage                | Bezeichnung | Beschreibung | Erfassungs- nummer | Ausweisungsart | Bild |
| ------------------- | ----------- | ------------ | ------------------ | -------------- | ---- |
| Leipziger Straße 79 | Gasthof     | Roter Hirsch | 094 20477          |                |      |

## Legende
In den Spalten befinden sich folgende Informationen:
- Lage: Nennt den Straßennamen und wenn vorhanden die Hausnummer des Kulturdenkmals. Die Grundsortierung der Liste erfolgt nach dieser Adresse. Der Link „Karte“ führt zu verschiedenen Kartendarstellungen und nennt die geographischen Koordinaten.
Link zu einem Kartenansichtstool, um Koordinaten zu setzen. In der Kartenansicht sind Baudenkmale ohne Koordinaten mit einem roten bzw. orangen Marker dargestellt und können in der Karte gesetzt werden. Baudenkmale ohne Bild sind mit einem blauen bzw. roten Marker gekennzeichnet, Baudenkmale mit Bild mit einem grünen bzw. orangen Marker.
- Offizielle Bezeichnung: Nennt den Namen, die Bezeichnung oder zumindest die Art des Kulturdenkmals und verlinkt, soweit vorhanden, auf den Artikel zum Objekt.
- Beschreibung: Nennt bauliche und geschichtliche Einzelheiten des Kulturdenkmals, vorzugsweise die Denkmaleigenschaften.
- Erfassungsnummer: Für jedes Kulturdenkmal wird in Sachsen-Anhalt eine 20stellige Erfassungsnummer vergeben. Die letzten zwölf Ziffern werden für die Untergliederung nach Teilobjekten genutzt und werden nur angegeben, soweit vergeben. In dieser Spalte kann sich folgendes Icon  befinden, dies führt zu Angaben zu diesem Baudenkmal bei Wikidata.
- Ausweisungsart: Die Einordnung des Denkmales nach § 2 Abs. 2 DenkmSchG LSA
- Bild: Ein Bild des Denkmales, und gegebenenfalls einen Link zu weiteren Fotos des Kulturdenkmals im Medienarchiv Wikimedia Commons. Wenn man auf das Kamerasymbol klickt, können Fotos zu Kulturdenkmalen aus dieser Liste hochgeladen werden: